# 野田理一
野田 理一（のだ りいち、1907年11月10日 - 1987年2月22日）は、日本の詩人、美術評論家、随筆家。三重県津市出身。
戦前より詩作、また海外美術の鑑識眼も醸成していた。荒地同人。大正時代生まれがほとんどの同人の内で年長であった。自らの人生は語らず、作品のみを残す。美術評論では早くからジョン・ケージ、フンデルトヴァッサー、ルーチョ・フォンタナなどを紹介する。

## 詩集・評論
- 『願はくは』（1937年7月）現代詩12篇
- （美術論考, 1962年）
- （美術論考6篇, 1964年1月）

論集としての題は無く、個々の論考題を表紙に列挙している。
- 『記録（1962-1951）43・論考7』（摂津, 湯川書房 1967年11月-1971年9月 印刷製本）

前半は現代詩再録43篇、後半は美術論考。
- 『日野椀の転生』（摂津, 湯川書房 1972年3月）

単篇論考、写真貼付
- 『非亡命者（1935-51）』（1974年）現代詩39篇
- 『氏郷追悼 そのほか』（1975年）
- 『アアの共同体（1964-76）』（1976年）現代詩66篇、論考2篇。
- 『大津絵・大津絵』（1978年）
- 『大津絵覚書』（1979年7月）
- 『対応（1975-78年）』（1980年5月）現代詩27篇
- 『ドラマはいつも日没から（1978-82）』（思潮社 1983年3月）現代詩81篇
- 『夜が振向く』（思潮社 1985年9月）現代詩66篇
- 『古い手帖とその時代』（1985年）

1954-60年頃の美術論考32篇、写真54枚。